# Nyanko
Nyan Nyan Nyanko (にゃんにゃんにゃんこ) eller ofta bara kallat Nyanko (にゃんこ) är en karaktär skapad av det japanska företaget San-x.
Nyankofigurerna är små fantasikattungar. Figurerna marknadsförs på olika sätt. Dels som bilder på olika produkter, exempelvis pennor och leksaker, och dels som små mjukisfigurer till exempel hängande på nyckelringar. Ofta porträtteras Nyankokatterna gömda i olika maträtter. Det finns till exempel kramdjur som föreställer en Nyanko i en hamburgare, i en tårta med mera.
Namnet Nyanko kommer av en sammansättning av de japanska orden nyan ("mjau") och ko ("barn" eller "ung").